# 39871 Lucagrazzini
39871 Lucagrazzini è un asteroide della fascia principale. Scoperto nel 1998, presenta un'orbita caratterizzata da un semiasse maggiore pari a 2,5695955 au e da un'eccentricità di 0,1385824, inclinata di 8,30535° rispetto all'eclittica.